# Elatostema liboense
Elatostema liboense är en nässelväxtart som beskrevs av Wen Tsai Wang. Elatostema liboense ingår i släktet Elatostema och familjen nässelväxter. Inga underarter finns listade i Catalogue of Life.